# موستالاند
موستالاند هي  حديقة تسلية وترفيه ، تقع في مدينة مستغانم بالجزائر. تُعتبر موستالاند  قطبًا بيئيًا وسياحيًا واقتصاديًا، في الجهة الغربية من البلاد ، وتستقطب الزوار على  مدار السنة ، افتتحت الحديقة عام 2017.

## وصف
تتضمن موستالاند مجموعة متنوعة من المرافق الترفيهية، حيث تمتد على مساحة 57 هكتارا. تحتوي الحديقة على حديقة للحيوانات وحديقة للألعاب  بالإضافة إلى 42 لعبة ترفيهية، كما تضم حوضًا مائيًا يمتد على 12 هكتار،  وفضاء  للتزحلق على الجليد.
يضم المجمّع أيضًا ثلاثة مطاعم وفندقًا، إلى جانب مناطق مخصصة للألعاب المائية وأخرى للأطفال، ومسبح، فضلًا عن محلات تجارية ومقاهٍ متنوعة. كما تتوفر مواقف سيارات تتسع لما يقارب 5000 مركبة.
توفر حديقة الحيوانات 80 قفصا للحيوانات، بما في ذلك المفترسات، وحظائر مائية وأخرى للتسلية، وحوضًا للأسماك، ونافورة موسيقية. كما تحتوي على أقفاص ومسطحات مائية للطيور، وأحواض للزواحف ومشتلة. تتضمن الملحقات مخبرًا طبيًا، ومركزًا للأمن والحماية المدنية، بالإضافة إلى مرافق الغابات والصحة.

## معرض صور

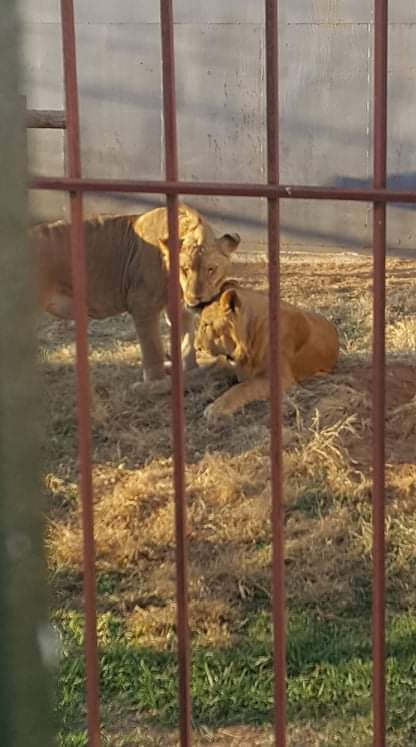
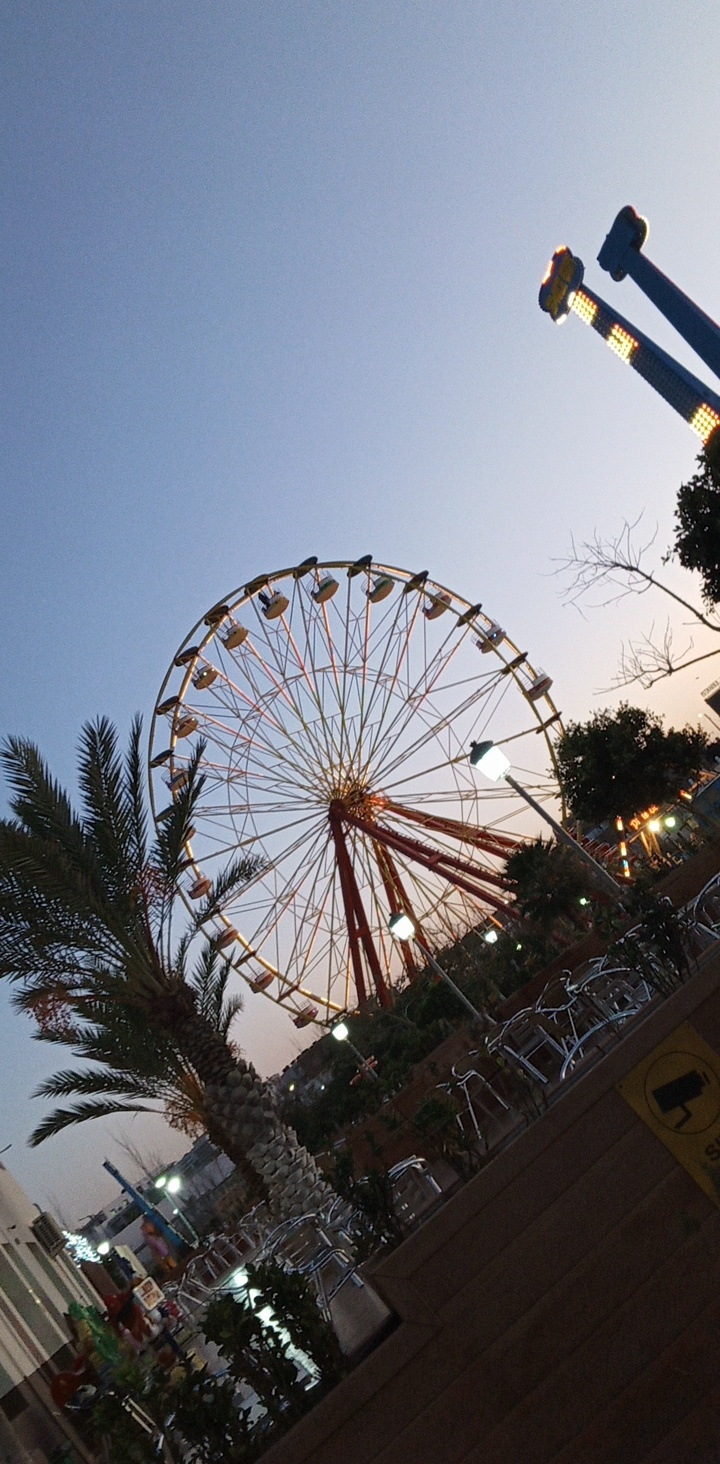
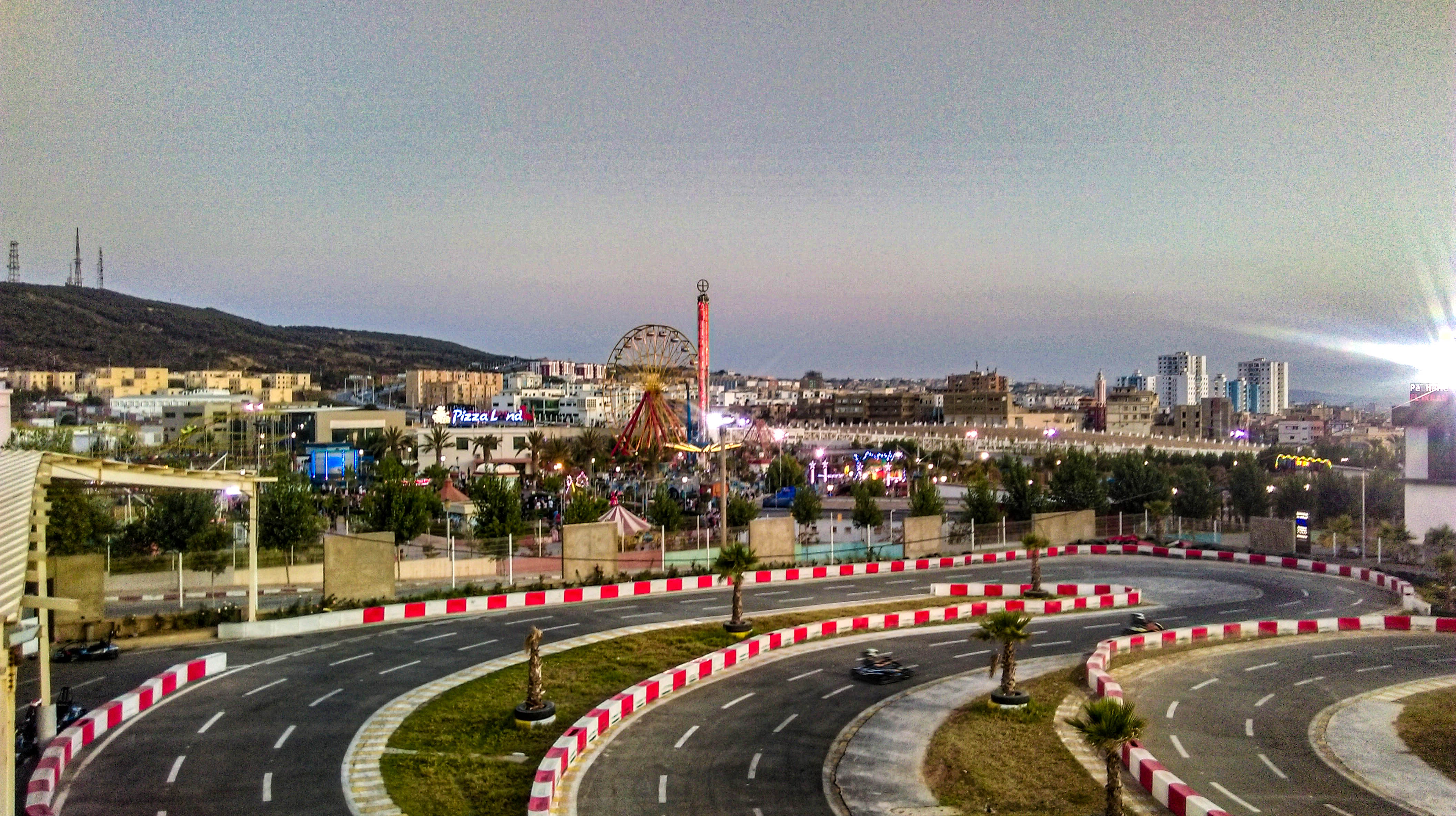
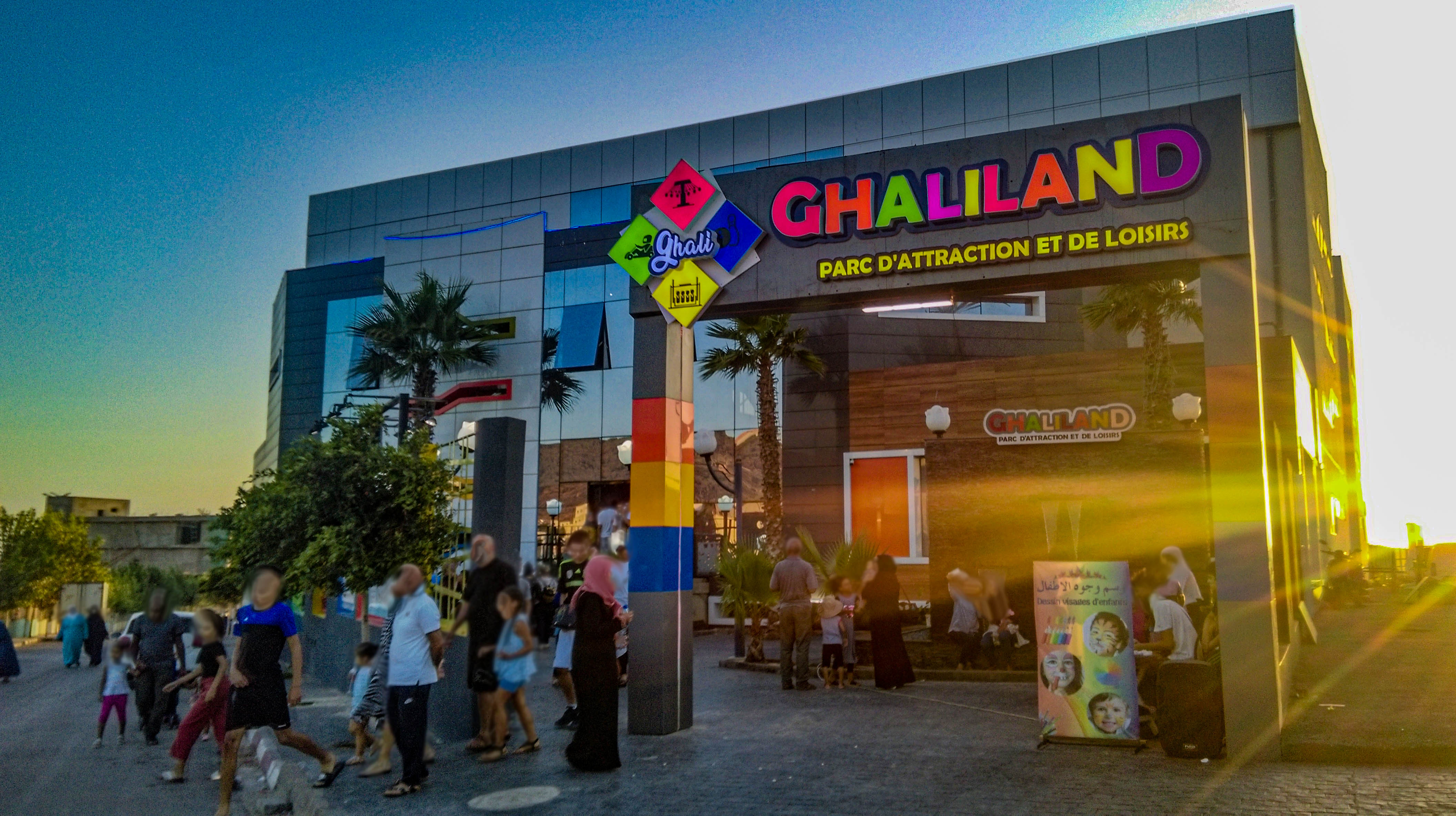
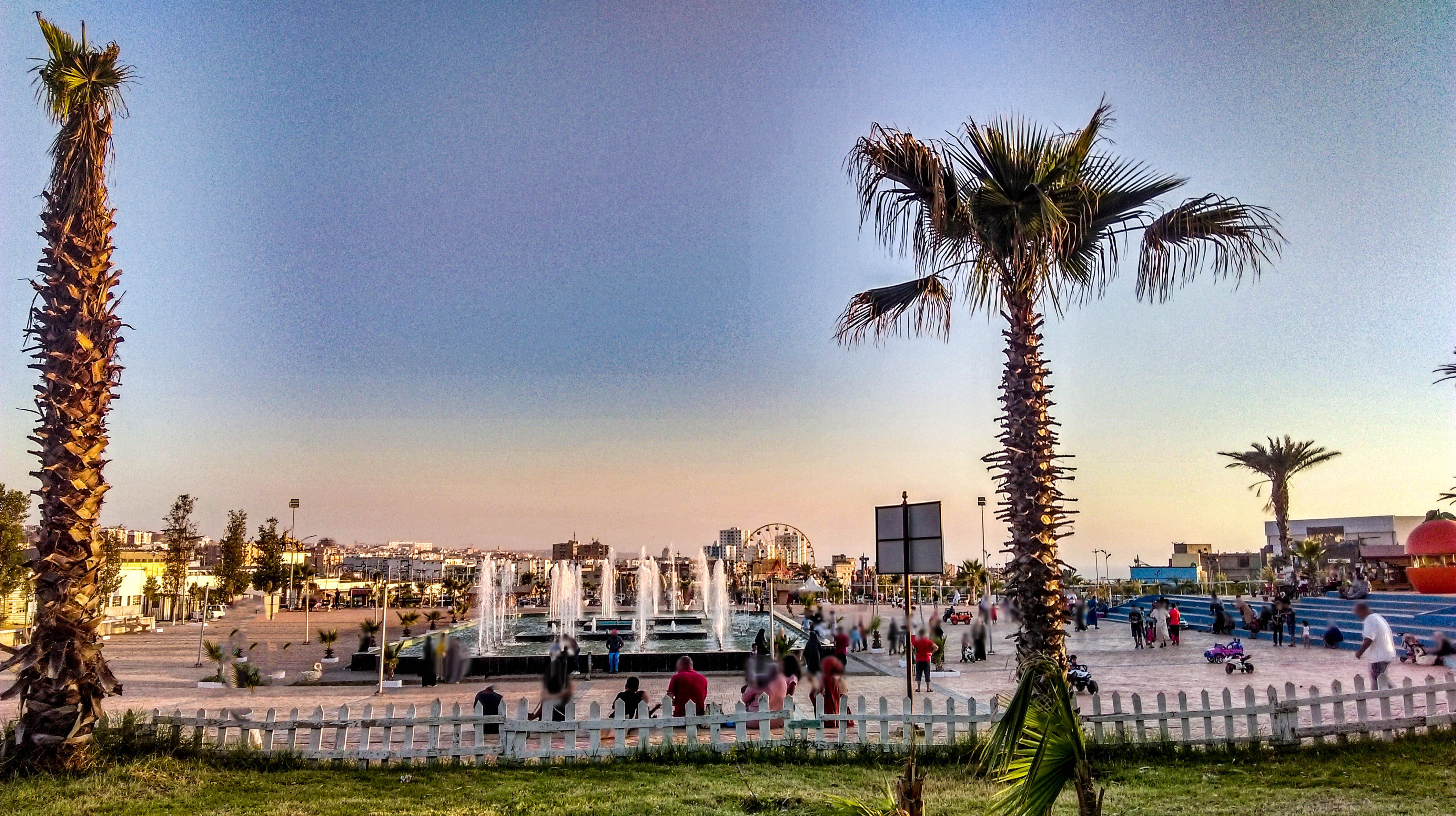
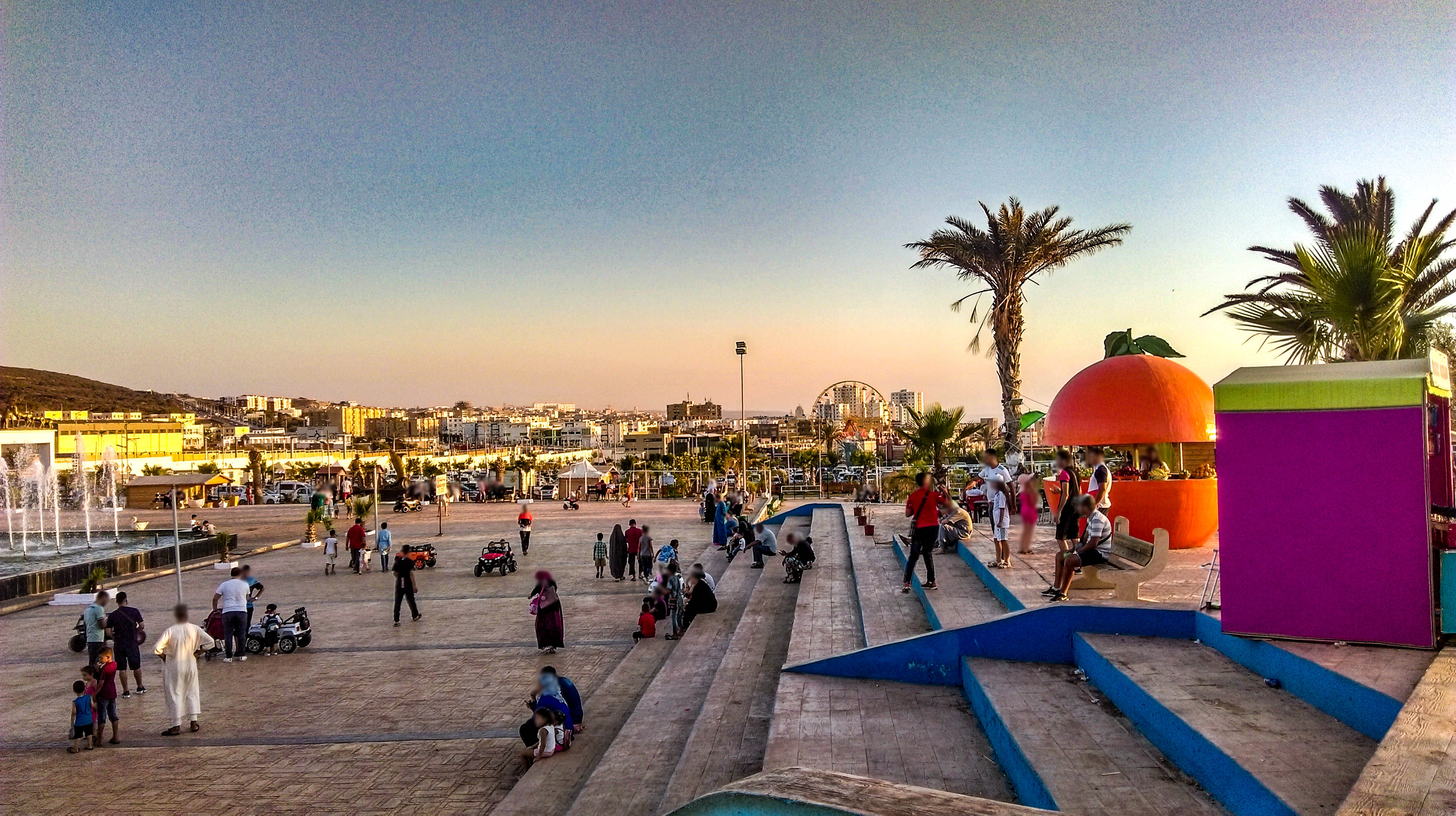
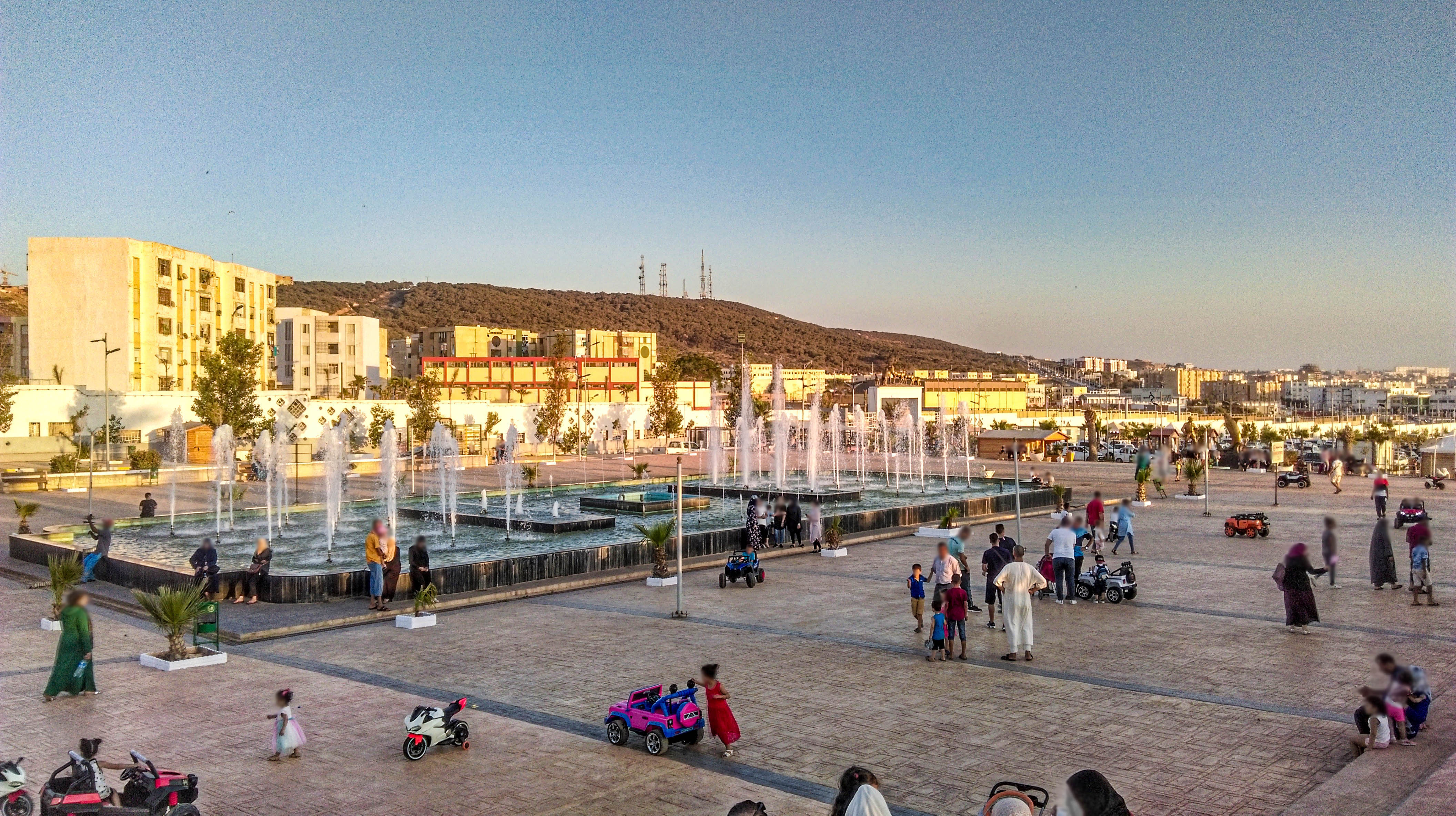

## أنظر أيضا
- حديقة الحامة
- الحديقة المتوسطية عنابة